# Unabhängige Beschwerdestelle in der Psychiatrie
Unabhängige Beschwerdestellen in der Psychiatrie sind nach Empfehlungen der DGSP (Deutsche Gesellschaft für Soziale Psychiatrie) und eines Regierungsbeauftragten (Der Beauftragte der Bundesregierung für die Belange der Patientinnen und Patienten) für die Qualitätssicherung in der Diagnostizierung und der Behandlung durch Psychiater notwendig. Nach diesen Empfehlungen sollte die Beschwerdestelle
- Beschwerden, Anregungen oder Fragen im Zusammenhang mit einer Unterbringung, ärztlichen Behandlung, Therapie oder psychosozialen Betreuung in einer festgelegten Region mit dem Ziel einer einvernehmlichen Lösung bearbeiten und
- für Mitarbeiter von Diensten und Einrichtungen des Zuständigkeitsbereiches Ansprechpartner sein, die über diese Mittlerstelle Missstände abstellen wollen und dies nicht alleine können.

## Bereits bestehende unabhängige Beschwerdestellen
Eine Liste aller von der DGSP registrierten unabhängigen Beschwerdestellen in der Psychiatrie ist im Internet abrufbar. Aus den Jahresberichten einzelner Beschwerdestellen hat die DGSP entnommen, dass die meisten Beschwerden sich auf das persönliche Fehlverhalten einzelner Mitarbeiter insbesondere im stationären Bereich beziehen und dass hier oft das Übergehen des Selbstbestimmungsrechts kritisiert wird.
Angeblich gehen aus dem klinischen Bereich die meisten Beschwerden (neben persönlichem Fehlverhalten des Personals) zu Zwangsmaßnahmen ein. Obwohl bei der richterlichen Anhörung zur Entscheidung über Zwangsmaßnahmen ein Verfahrenspfleger
eingesetzt werden soll (§ 67 FGG Abs. 1), der die Interessen des Betroffenen vertritt, geschehe dies nicht immer in zufrieden stellender Weise. Häufig sei kein Verfahrenspfleger anwesend und der Betroffene werde auch nicht darauf hingewiesen, dass er das Recht hat, eine Person seines Vertrauens mit hinzuzuziehen, die seine Interessen vertritt. Mitunter komme es vor, dass der Vormundschaftsrichter gleich einen Verfahrenspfleger zur Entscheidung über eine Zwangsmaßnahme mitbringt, der aber den Betroffenen gar nicht kennt und somit auch nicht in dessen Sinne sprechen kann.

## Organisationsformen
Nach Empfehlung der DGSP sollte eine solche Beschwerdestelle eine der folgenden Organisationsformen haben:
1. Ein loser Zusammenschluss von einzelnen interessierten Personen, deren Interesse darin besteht, eine Unterstützung im Beschwerdefall anzubieten. (Hierbei wird vor mangelnder Verlässlichkeit der Beschwerdestelle gewarnt.)
2. Ein fester Zusammenschluss interessierter Personen, die sich über eine Geschäftsordnung bestimmte Regeln geben, zu deren Einhaltung sie sich verpflichten. (Hierbei wird vor mangelnder Flexibilität der Anzahl der die Beschwerden bearbeitenden Personen gewarnt.)
3. Ein gemeinnütziger Verein, der Aufbau und Bindung eines Unterstützerkreises anstrebt, der nicht aktiv in die Beschwerdearbeit eingebunden sein muss, diese aber dennoch ideell (mit Öffentlichkeitsarbeit) fördern kann. Finanzielle Unterstützung der Beschwerdestelle durch Spenden wäre hier leichter, da diese von der Steuer absetzbar wären.
4. Anschluss als eine Gruppe mit Kooperationsvereinbarung, die den unabhängigen Status festschreibt, an einen anderen gemeinnützigen Verein. Hierbei würde die Aufgabe des Suchens eines verantwortlichen Vorstandes entfallen und der Trägerverein könnte ein eigenes Konto für die Beschwerdestelle und einen eigenen Telefonanschluss einrichten, die Beständigkeit haben.